# Philomecyna
Philomecyna is een kevergeslacht uit de familie van de boktorren (Cerambycidae). De wetenschappelijke naam van het geslacht werd voor het eerst geldig gepubliceerd in 1894 door Kolbe.

## Soorten
Philomecyna omvat de volgende soorten:
- Philomecyna allardi Breuning, 1966
- Philomecyna camerunica (Aurivillius, 1907)
- Philomecyna fuscicollis Breuning, 1965
- Philomecyna kivuensis Breuning, 1954
- Philomecyna leleupi Breuning, 1975
- Philomecyna persimilis Breuning, 1978
- Philomecyna pilosella Kolbe, 1893
- Philomecyna rufoantennalis Breuning, 1978
- Philomecyna spinosa (Aurivillius, 1907)
- Philomecyna tanganjicae Breuning, 1964